# مارکوس یونیوس بروتوس
«درواقع، بهتر است که اصلاً بر کسی سروری نکنیم تا اینکه بردگی کسی را بکنیم؛ زیرا بدون سروری کردن هم می‌توان شرافتمندانه زیست، اما در بندگی امکان زیستن نیست.»— نقل از بروتوس از زبان مارکوس فابیوس کوئینتیلیانوس، Institutio oratoria, IX, 3, 95
مارکوس یونیوس بروتوس (۸۵ قبل از میلاد– ۲۳ اکتبر ۴۲ قبل از میلاد) یک سیاستمدار، خطیب، فیلسوف، محقق و سناتور اواخر جمهوری روم و، در کنار گایوس کاسیوس لونگینوس و دکیموس بروتوس، از مشارکت‌کنندگان در توطئهٔ قتل ژولیوس سزار در نیمهٔ مارس ۴۴ قبل از میلاد بود.

## زندگی

### خانواده و مطالعات
مارکوس یونیوس بروتوس در ۸۵ق. م. یا شاید ۷۸–۷۹ ق.م. متولد شد. مادرش سرویلیا فرزند آقای کوئینتوس سرویلیوس کایپیو و لیویا دروسا بود و پدرش نیز مارکوس یونیوس بروتوس نام داشت که در ۸۳ ق.م. یک تریبون مردم و از حامیان حزب مردمی پوپولارها (به‌رهبری گایوس ماریوس) بود و در ۷۷ ق.م. در یک براندازی دموکراتیک به‌رهبری مارکوس امیلیوس لپیدوس برضد الیگارشی سنا مشارکت کرده بود اما توطئه‌اش به‌دست نیائئوس پومپیئوس کبیر و کوئینتوس لوتاتیوس کاتولوس باخشونت سرکوب شد. پومپیئوس بروتوسِ پدر را در مودنا محاصره کرده او به تسلیم واداشت و کشت. مادرش سرویلیا زنی بسیار جذاب و، از نظر سیاسی، بانفوذ بود. روابط او با ژولیوس سزار بر همگان آشکار و، در عین‌حال، عاطفی‌ترین رابطهٔ دوستی سزار از میان ده‌ها روابط عاشقانهٔ این مرد با زنان بود و، به‌گفتهٔ پلوتارک، چون رابطه‌ای بسیار قدیمی بود سزار تمایل داشت بروتوس را فرزند خود بداند.
سپس سرویلیا با دکیموس یونیوس سیلانوس، کنسولِ سالِ ۶۲ ق. م، ازدواج کرد و از او سه دختر آورد که خواهران ناتنی بروتوس شدند: یونیای اول، که با پوبلیوس سرویلیوس ایساوریکوس ازدواج کرد، و دیگری یونیای دوم، که با مارکوس امیلیوس لپیدوس ازدواج کرد، و سومی یونیای سوم (مشهور به تِرتولا) که با گایوس کاسیوس لونگینوس ازدواج کرد.
داییِ ناتنیِ بروتوس، کاتوی کوچک، تأثیر زیادی بر بروتوس جوان گذاشت. این دایی دشمن سیاسی قیصر (سزار) بود و از شخصیت‌های سنگین‌وزن جمهوری‌خواه و محافظه‌کارِ سنا (موسوم‌به اپتیمات‌ها) بود و به‌سبب آداب معتدل و درستش و نیز دلبستگی‌اش به اصول و سنن باستانی شهره بود. بروتوس مایل بود خود را مقلد او بداند.
در میان اجداد بروتوس، خواه از سمت پدر خواه از آنِ مادر، دو ظالم‌کُش افسانه‌ای به‌چشم می‌خورد: لوکیوس یونیوس بروتوس ــ مؤسس جمهوری روم ــ و سرویلیوس آهالا.
احتمالاً در حدود بیست‌سالگی، یکی از دایی‌هایش به‌نام کوئینتوس سرویلیوس کایپیو او را به فرزندخواندگی پذیرفت و شناسنامه‌اش کوئینتوس سرویلیوس کایپیو بروتوس شد.
بروتوس جوان با شور و حرارت بسیار فلسفه خواند و مطالعات خود را ــ چنان‌که رسم جوانان اشرافی آن زمان بود ــ در یونان تکمیل کرد و در میان مکاتب فلسفی به آکادمی آنتیوخوس اشکلونی گروید؛ فلسفهٔ رواقی‌گریِ دایی‌اش کاتو نیز تأثیری بزرگ بر او نهاد. او همچنین محقق تاریخ و عاشق شعر و هنر نیز بود. او سه رساله در باب اخلاق نگاشته بود که باستانیان آن‌ها را تحسین کرده بودند اما برای ما برجای نمانده‌اند: «درباب فضیلت»، «درباب صبوری» و «درباب تکالیف.»
بروتوس به‌سبب توانایی‌های سخنوری‌اش برای پس‌آیندگانش چندان تحسین شده نبود و هرچند که سیسرون یکی از آثارش، بروتوس، را تقدیمش کرده بود و در آن ظرفیت‌های سخنوری او را ستوده بود، در مجموع او را سخنوری کم‌حرارت، ایستا و بی‌سروته می‌دانست. همراه با سیسرون، بروتوس درگیر یک سری مجادلات منطقی بودند که سخنوران جوان ــ موسوم‌به آتیک‌گرایان نو ــ آن را راه انداخته بودند و خواستار بازگشت به سادگیِ بلاغت بودند و شیوهٔ کهنهٔ آسیای‌صغیری را ــ که برپایهٔ سخنان پرطمطراق و تأکیدی بود ــ نمی‌پسندیدند. انتقادات این سخنوران جوان متوجهٔ سخنور بزرگ، سیسرون، نیز بود که نمایندهٔ شیوهٔ آسیایی دانسته می‌شد و بروتوس او را سخنوری بی‌روح خوانده بود.

### فعالیت‌های سیاسی و مالی

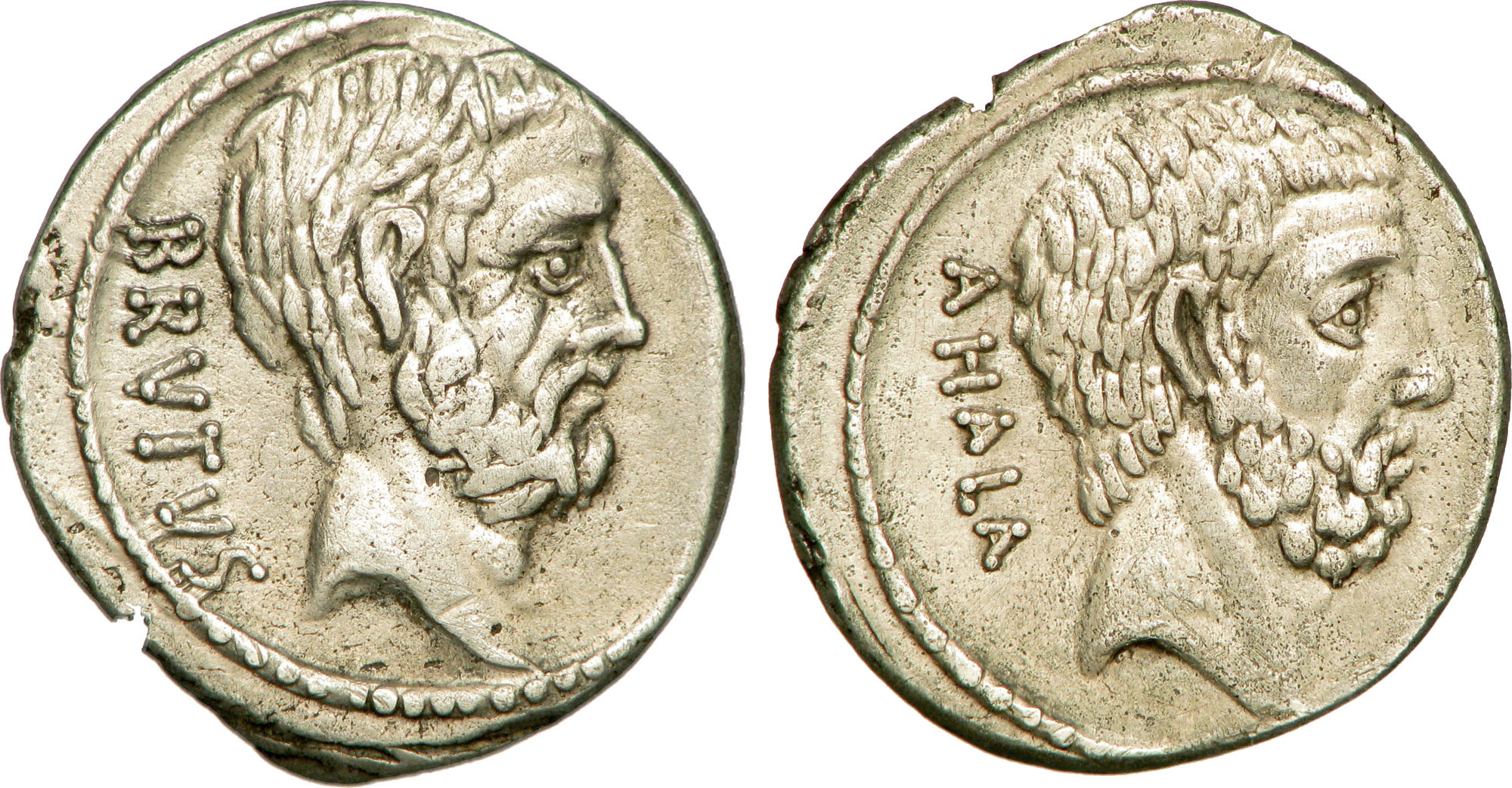
یک دناریوس که بروتوس ضرب کرده بود تا دو تن از اجدادش را نشان دهد: در یکسو لوکیوس یونیوس بروتوس، بانی جمهوری روم، و در سوی دیگرش سرویلیوس آهالا.

در ۵۸ ق. م، دایی‌اش کاتو مأمور شد با ناوگانی رهسپار قبرس شود تا آنجا را بدل به یک استان رومی کند. کاتو، پیش از مبادرت به جنگ با پادشاه آنجا، بطلمیوس قبرس، فرستادگانی به‌سوی این پادشاه فرستاد و از او خواست تا قبرس را تسلیم رومیان کند و، در عوض، به او قول داد در پافوس یک روحانی عالی‌رتبه شود. بطلمیوس این پیشنهاد را رد کرد و چون می‌دانست که توان کافی برای ایستادگی در برابر ناوگان رومیان را ندارد، خود را مسموم کرد تا به‌عنوان یک شاه بمیرد. پس از مرگش، کاتو قبرس را بدل به یک استان رومی کرد و به‌عنوان پروپرایتور در آنجا مشغول به‌کار شد. او بروتوس را هم با خود برده بود و به او وظیفهٔ مدیریت دارایی‌های پادشاه متوفی آن جزیره (به‌نیابت از سنا) را سپرد، وظیفه‌ای که بروتوس جوان با تحسینِ بسیارِ دایی انجامش داد. در ۵۴ ق.م. مسئول ضرابخانه شد و سکه‌هایی ضرب و منتشر کرد که اجدادِ ظالم‌کُشِ خود را ــ لوکیوس یونیوس بروتوس و سرویلیوس آهالا ــ و نیز لیبرتاس (الههٔ آزادی) را تصویر می‌کرد؛ و بدین‌سان بر گرایش سیاسیِ جمهوری‌خواهانه‌اش تأکید می‌کرد. همین‌طور، با خطابه‌ای برضد اقتدار پومپیئوس جهت گرفت که به‌دلایل شخصی از او نفرت داشت. با این‌حال، در همان سال‌ها با کلاودیا ازدواج کرد که دختر آپیوس کلاودیوس پولکر ــ از برجسته‌ترین شخصیت‌های حامی پومپیئوس و پدرزنِ بزرگ‌ترین پسرِ پومپیئوس ــ بود. در ۵۳ ق.م. آپیوس کلاودیوس فرماندار کیلیکیه (استان روم) شد و بروتوس کوایستورش شد، اما سوءمدیریت آپیوس و فساد اداری‌اش سبب شدند که، هنگام بازگشتنش به روم، به او اتهام اختلاس و توهین به مقدسات بزنند. بروتوس، متعاقب پدرزنش، به‌واسطهٔ یک دلال مشغول دادن پول نزول به آریوبرزن ــ پادشاه کاپادوکیه که در شرف ورشکستگی بود ــ و به شهروندان جزیرهٔ سالامیس شد، آنهم با نرخ سود سالانهٔ بسیار سنگین ۴۸درصد که یکی بالاترین نرخ سودها در آن دوره و در تضاد آشکار با قوانین روم بود. بعدها که سیسرون، به‌جای آپیوس کلاودیوس، فرماندار جدید کیلیکیه شد، از اوضاع آن استان بسیار مبهوت شده بود؛ او می‌دید که چطور اقدامات مردان بروتوس تقریباً یکپارچگی جامعهٔ سالامیس را نابود کرده و سبب شده بود که، در طول یک محاصره، پنج تن از سناتورهای آن جزیره براثر گرسنگی بمیرند. پس از بازگشت به روم، بروتوس به‌همراه سخنور مشهوری به‌نام کوئینتوس هورتنسیوس و دشمنش پومپیئوس در یک هیئت دفاعیِ آپیوس کلاودیوس شرکت کرد و جملگی توانستند متهم را تبرئه کنند. (۵۱ ق. م)

### جنگ داخلی (۴۹ تا ۴۵ قبل از میلاد) و تسلط سزار
با وقوع جنگ داخلی میان سزار (رهبر پوپولارها یا دموکرات‌ها) و پومپیئوس (رهبر اپتیمات‌ها یا جمهوری‌خواهان) در ۴۹ ق.م. بروتوس با کمی تردید طرف پومپیئوس را گرفت و موجب شگفتی بسیار شد (چراکه از پومپیئوس، که پدرش را کشته بود، نفرت داشت) و به‌عنوان معاون فرماندار کیلیکیه برگزیده شد. هرچند بروتوس ازخودگذشتگی بسیاری نسبت‌به جمهوری نشان داد، فردای شکست در نبرد فارسال جزو نخستین کسانی شد که اردوگاه جمهوری‌خواهان را ترک کردند تا از قیصر (سزار) طلب بخشش کنند، و سزار نیز در اعطای عفو به او کوتاهی نکرد اما در عوض از او اطلاعاتی راجع‌به حرکت پومپیئوس خواست. ظاهراً پیش از نبرد، سزار افرادش را فرموده بود که به بروتوس آسیبی نرسانند. بدین‌سان، بروتوس شبانگاه اردوی جمهوری‌خواهان را ترک کرد و هم پومپیئوس و هم دایی‌اش کاتو را تنها گذاشت: پومپیئوس به مصرِ بطلمیوسی گریخت اما فوراً به‌دست یکی از افسران سابقش به‌نام لوکیوس سپتیمیوس کشته شد، کاتو نیز به شمال استان آفریقا رفته مقاومت در برابر سزار را تا آخرین نفس ادامه داد.
پس از پیروزی قیصر (سزار) در جنگ داخلی، به‌رغم مواضع سیاسی بروتوس، که پس از پیوستن به سزار نیز همچنان خود را یک جمهوری‌خواه می‌دانست، سزار عطوفت نامعقولی نسبت‌به بروتوس از خود نشان داد: نه‌تنها بروتوس را عفو کرد بلکه چون می‌خواست او را به‌سوی خود جذب کند، به او آزادی عمل هم داد و به سمت‌های مهم دولتی گماشت. در ۴۷ ق.م. سزار، درحالی‌که با بازماندگان قوای جمهوری‌خواه در شمال‌آفریقا می‌جنگید، بروتوس جوان را برای سال آینده به فرمانداری گالیا کیسالپینا برگزید که از استان‌های دارای اهمیت راهبردی بود. بروتوس این استان را با عدالت‌گستری زیادی اداره کرد و اهالی آنجا را از مصائبی که حاصل فساد و طمع‌ورزیِ فرماندارانِ پیشین بود رهانید، و چنان محبوبیتی کسب کرد که ساکنان آنجا به‌افتخار او تندیسی در میلان ساختند که تا سال‌ها بعد از مرگش و در اوج عصر آگوستوس پابرجا بود. سزار نیز از حکومت خوب بروتوس راضی بود و در ۴۴ ق.م. او را به شهرداریِ شهر روم گماشت که سومین منصب عالی در جمهوری روم بود، و بدین‌سان او را به شوهرخواهر او، کاسیوس، ترجیح داد ـ هرچند که کاسیوس از بروتوس بزرگ‌تر بود و تجارب نظامی بیشتری داشت.
سیسرون، رهبر بانفوذ محافظه‌کاران، هرچند متعاقب پیروزی قیصر از عرصهٔ سیاست حذف شده بود، به‌سهم خود کوشید بروتوس را از زیر نفوذ سزار در بیاورد. برای همین، شش اثر با مضمون سخنوری و فلسفی نگاشت که همگی را به بروتوس تقدیم کرد و در سال‌های دیکتاتوری سزار چاپ شدند: بروتوس، پارادوکس رواقیان در باب سرشت خدایان مجادلات توسکولومی سخنور در باب انتهای خوب و بد. در این آثار، سیسرون بروتوس جوان را ـ که با الطاف سزار وارد رده‌های بالا شده بود ـ چونان «مردی بافضیلت»، «دارای شور و حرارت جمهوری‌خواهانه» و «دوست و شاگرد خود» به جامعه معرفی کرد و بر نسب و تبار والای او ـ که از لوکیوس یونیوس بروتوس و کاتو، دیگر رهبر محافظه‌کاران، برخاسته بود ـ تأکید کرد.
در این میان، با شکست جمهوری‌خواهان (محافظه‌کاران) در شمال‌آفریقا در فوریهٔ ۴۶ ق.م. بدست سزار و متعاقباً مرگ تراژیک کاتو ــ که ترجیح داد خود را بکشد نه اینکه تسلیم سزارِ دیکتاتور شود ــ بروتوس بسیار غمگین شد و از سیسرون خواست تا رساله‌ای تمجیدی در باب فضایل دایی‌اش کاتو بنویسد؛ خودش هم بدست خود رساله‌ای در این‌باره نگاشت. این کار واکنش منفی حامیان قیصر و خود قیصر را برانگیخت، چنان‌که او، باوجود گرفتاری‌اش در جنگ داخلی، رسالهٔ برضد کاتو را نگاشت. در ۴۵ ق.م. بروتوس کلاودیا را طلاق داد و با دختردایی‌اش پورکیا، دخترِ کاتو، ازدواج کرد.

### قتل سزار (۴۴ ق. م)
در سال ۴۴ ق.م. درحالی‌که قدرت سزار روزبه‌روز بیشتر می‌شد، عدهٔ بسیاری ــ با شروع از بروتوس ــ امیدهای خود را به اینکه دولت جمهوری به‌زودی از سزار پس گرفته شود از دست می‌دادند. یک توطئهٔ کشتن سزار، با شروع از یک هستهٔ مرکزی به رهبری گایوس کاسیوس لونگینوس، چنان گسترش یافت که شصت عضو را دربرگرفت، یعنی توطئه‌ای که اعضایش از جناح راست افراطی سنا (اپتیمات‌ها) شروع می‌شد تا به دموکرات‌ها (پوپولارها)ی میانه‌رو و آن حامیان سزار می‌رسید که اقتدار بی‌حدوحصر رهبرشان را نمی‌پسندیدند. بروتوس، که از نزدیکان حلقهٔ قدرت سزار بود، در ابتدا خارج از توطئه نگه داشته شد، لیکن سناتورهایی که برای پیوستن به توطئه مردد بودند دنبال چهرهٔ برجسته‌ای بودند که به توطئه‌شان مشروعیت بدهد، و برای به «اسم» بروتوس نیاز داشتند. در نخستین ماه‌های ۴۴ ق.م. کاسیوس بر این برادرزنش فشار آورد؛ مقادیر زیادی نامهٔ بی‌نام‌ونشان نیز در دفترکار بروتوس و برپای تندیس لوکیوس یونیوس بروتوس ــ از اجداد او و پایه‌گذار جمهوری روم ــ ریخته شدند و کاغذهایی بر روی دیوارها برجاگذاشته شدند که همگی بروتوس را تشویق می‌کردند وظیفهٔ خود را ــ مبارزه با جبّار ــ انجام دهد، چراکه او از نوادگان لوکیوس یونیوس بروتوسی است که تارکوئینیوس متکبر (آخرین پادشاه روم) را در ۵۰۹ ق.م. برانداخته و روم را آزاد کرده بود، و خطاب به او نوشته بودند: «بروتوس، تو بروتوس نیستی!». سرانجام در نتیجهٔ این فشارها، بروتوس پذیرفت که همقطارِ توطئه‌گران شود، و حتی به‌همراه کاسیوس از رهبرانش شد. حتی در گذشته نیز بروتوس به روحیات آزادی‌خواهانه و ظلم‌ستیزانه‌اش مشهور بود، و در یادداشت کوتاهی به‌نام در باب دیکتاتوری نائئوس پومپیئوس نوشته بود که می‌توان بدون ریاست کردن بر کسی نیز شرافت‌مندانه زیست.
از آن‌سو، سزار یک عملیات نظامی بزرگ برضد شاهنشاهی اشکانیان تدارک دیده بود تا تسلط رومیان در آسیای غربی را، که پس از شکست کراسوس در حران تضعیف شده بود، احیا کند. در روم، پیشگویی‌ای بر سر زبان‌ها بود که می‌گفت فقط یک پادشاه می‌تواند شاهنشاهی پارتیان را شکست دهد؛ همین پیشگویی شایعات و تردیدها در باب انگیزه‌های سلطنت‌طلبانهٔ سزار را تقویت می‌کرد، آن‌هم در کشوری جمهوری که آخرین پادشاهش را پنج سده پیش بیرون انداخته بودند. اینجا بود که قبل از عزیمت سزار برای جنگ با پارتیان (که برای نیمهٔ دوم ماه مارس تعیین شده بود) توطئه‌ای برضد سزار ترتیب دادند تا مانع از سقوط جمهوری شوند؛ کاسیوس و بروتوس و دکیموس یونیوس رهبری این توطئه را عهده‌دار شدند. تاریخ توطئه را برای روز ۱۵ مارس قرار دادند که قرار بود یک نشست سنا در کوریا پومپیئابرگزار شود. روز موعود که شد، نقشه‌شان به موفقیت رسید: قیصر با ۲۳ ضربه خنجر کشته شد. پلوتارک و آپیان می‌گویند که او کوشیده بود از خود دفاع کند یا بگریزد، تا اینکه دید بروتوس نیز در میان ضربه‌زنندگان است؛ پس توگایش را بر سر خود کشید و دیگر از خویشتن دفاع نکرد. هم سوئتونیوس و هم دیوکاسیوس می‌گویند که آخرین کلماتی که او بر لب راند، خطاب به بروتوس، این‌ها بودند: «?Tu quoque Brute? fili mi» یعنی «تو هم بروتوس؟ پسرم؟!»
توطئه به موفقیت رسید و مارکوس آنتونیوس، کنسولِ آن سال و دست‌راست قیصر، فرار کرد و طرفداران آن دیکتاتور (جناح پوپولارها) دچار تفرقه شدند و سناتورها نیز، متوحش از کشته شدن قیصر، فرار کردند و بی‌نظمی و آشوب شهر را فرا گرفت. با وجود این، قاتلان سزار لحظات باارزشی را در تلاش برای جلب حمایت شهروندان و سخنرانی در باب ارزش آزادی از دست دادند. بالاخره، جسد سزار، که در همان ساختمان سنا مانده بود، به‌دست تنی چند از غلامانش از آنجا بیرون برده شد. پس از کشتن سزار، قاتلان در فکر کشتن دو تن از همکاران و همفکران او نبودند: مارکوس امیلیوس لپیدوس (که در ۴۹ ق.م. سزار را دیکتاتور کرده بود و در ۴۶ ق.م. کنسول شده بود و در ۴۴ ق.م. فرماندهٔ سواره‌نظام بود و قرار بود فرماندار گالیای ناربونی و اسپانیا شود) و مارکوس آنتونیوس که از وفادارترین نزدیکان سزار بود. پس از نخستین پراکندگی و تفرقه در جناح حامیان سزار، این دو دست‌به‌کار شدند که طرفداران دیکتاتور را باز سازمان دهند، در حالی‌که قاتلان سزار فاقد برنامهٔ منسجمی بودند که از حد کشتن سزار فراتر برود و، مثلاً، بیان کند که آزادی را به جمهوری بازگردانده‌اند. در روم، توطئه‌گران دیدند که توده‌ها از عملشان استقبال بسیار سردی کرده‌اند، پس ترجیح دادند به تپهٔ کاپیتول عقب بنشینند تا چاره‌اندیشی کنند. پس چون حامیان سزار انفعال توطئه‌گران را دیدند، تحت رهبری مارکوس آنتونیوس ــ که بروتوس تصمیم گرفته بود به او آسیبی نرسد ــ به‌سرعت خود را مجدد سازمان دادند. آنتونیوس، به‌عنوان کنسول، بالاترین مقام اجرایی جمهوری بود و توطئه‌گران، قهرمانان قانونیت و پاسداران سنت‌های جمهوری‌خواهانه، خود را تحت امر او نمی‌دانستند. دو روز بعد، آنتونیوس، به‌عنوان کنسول، یک نشست سنا را تشکیل داد که در آن قرار شد یک سیاست آشتی را در پیش بگیرند که صلح را برای شهر تضمین می‌کرد، به قاتلان قیصر ــ غایبان نشست ــ عفو اعطا می‌شد (پیشنهاد سیسرون)، اما اقدامات آن دیکتاتور به‌قوت خود معتبر باقی می‌ماندند. به‌توصیهٔ بروتوس، توطئه‌گران، که بیش از پیش آزادی‌عملشان را از دست می‌دادند، با پیشنهاد آنتونیوس مبنی‌بر برگزاری مراسم ختم عمومی و رسمی برای قیصر موافقت کردند. بدین‌سان، در بیستم مارس، جسد دیکتاتور مقتول و محبوب، که براثر ضربات خنجر سوراخ‌سوراخ شده بود، در معرض دید نهاده شد. همچنین، وصیت‌نامه‌اش قرائت شد که در آن برخی از توطئه‌گران به‌عنوان وارثان درجه دوم اموال سزار و سرپرستان احتمالی فرزندخوانده‌اش، گایوس اکتاویانوس، معرفی شده بودند، و باغ‌های سزار در حوالی رود تیبر وقف عام می‌شدند و سیصد سسترتیوس به هر شهروند داده می‌شد. سرانجام، آنتونیوس، پس از قرائت خطبهٔ خاکسپاری و تمجید از فضایل قیصر، احساسات توده‌ها را برانگیخت و توگای خونین و سوراخ دیکتاتورِ مردمی را به آنان نمایاند؛ این کار به غلیان احساسات حضار انجامید و آنان از اندوه به خشم تغییر حالت دادند. جسد سزار را سوزاندند و القاب الهی ــ از جمله «خداوندگار یولیوس» ــ به او دادند؛ درحالی‌که قاتلانش ناچار شده بودند با عجله به خانه‌های خود پناه ببرند، اما خانه‌هایشان نیز مورد هجوم توده‌ها واقع شد. به‌محض پایان مراسم ختم، توده‌های مشعل به‌دست به‌سوی خانهٔ کاسیوس و بروتوس به‌راه افتادند؛ و بعد که به‌سختی پس زده شدند، بر هلویوس کینا حمله بردند، زیرا او را، به‌سبب تشابه اسمی، با کورنلیوس کینا اشتباه گرفته بودند، کورنلیوس کینایی که دیروز سخنرانی انتقادآمیز و تندی برضد سزار ایراد کرده بود. توده‌ها سر هلویوس کینای نگون‌بخت را بر نیزه کرده در شهر گرداندند. شکسپیر در نمایشنامهٔ ژولیوس سزارِ خود به این روایت اشاره می‌کند و از لینچ‌کردن او به‌عنوان مثالی یاد می‌کند که نباید به توده‌ها اعتماد کرد.

### تبعید
مارکوس آنتونیوس به بروتوس و کاسیوس توصیه کرد که، جهت حفظ امنیتشان، شهر روم را ترک گویند. ایشان، که خود را منزویانی می‌یافتند که نه حمایت توده‌های روم و نه سنای طرفدار سزار و نه سربازان را دارند، در آوریل شهر را ترک کردند و برآن شدند به استان‌های کرت و سیرنائیک، که به فرمانداری‌اش منصوب شده بودند و بی‌خطر و فاقد ارتش بودند، بروند. آنان، به درخواست آنتونیوس و برای حفظ صلح، گروه‌ها و گردان‌های جمهوری‌خواهانی را که گردشان جمع آمده بودند مرخص کردند، درحالی‌که آنتونیوس با تعداد زیادی از کهنه‌سربازان سزار از کامپانیا به روم درآمد. در همان ماه‌ها، دو توطئه‌گر دیگر، دکیموس بروتوس و گایوس تربونیوس، به استان‌های گالیا کیسالپینا و آسیا، که سزار ایشان را به فرمانداری‌شان گماشته بود، رفتند.
گایوس اکتاویانوس جوان، وارث سزار، در ماه مه وارد روم شد. در یکم ژوئن آنتونیوس  قانونی را تصویب کرد که فرمانداری گالیا کیسالپینا را از دکیموس بروتوس می‌ستاند و به خودش واگذار می‌کرد. در عوض، سیسرون به روم بازگشت و، پس از حدود شش ماه غیبت، در سنا حاضر شد و از دوم سپتامبر یک مجموعه سخنزانی‌های انتقادی برضد آنتونیوس موسوم‌به فیلیپیکائه ایراد کرد که یادآور نطق‌های آزادی‌خواهانه‌ی دموستنس برضد فیلیپ دوم مقدونی بودند. در این مجموعه نطق‌ها، سیسرون کوشید قتل سزار را آرمانی جلوه دهد، از اقدامات تهورآمیزِ بروتوس و کاسیوس در شرق و آنِ دکیموس بروتوس در گالیا پشتیبانی کند و اکتاویانوس جوان را ستایش کند، کسی که وفاداری‌اش به جمهوری و خودِ سیسرون را نشان داده بود.
در این میان، آنتونیوس از امکان حفظ توافق با جمهوری‌خواهان و محافظه‌کاران ناامید شد و بیش‌ازپیش به سیاست‌های آشکارا سزارگرایانه متمایل شد. برای نمونه، با برافراشتن تندیسی به‌افتخار قیصر ــ به‌عنوان پدرِ برجسته‌ی میهن ــ قاتلان او را پدرکُش معرفی کرد. وقتی آنتونیوس خواست به‌عنوان فرماندار جدید گالیا وارد آنجا شود و دکیموس بروتوس را برکنار کند، با مقاومت او مواجه شد. پیش از پایان سال (۴۴ ق.م.) دکیموس بروتوس و شهر مودنا به‌دست سپاه کنسول آنتونیوس محاصره شد و بدین‌سان بازهم جنگ داخلی از سر گرفته شد که به جنگ داخلی آزادی‌بخشان موسوم شد. در این دوران، از پاییز ۴۳ ق.م. تا تابستان ۴۲ ق.م، سنا به سه جناح تقسیم شده بود: جناح محافظه‌کاران یا جمهوری‌خواهان به‌رهبری سیسرون، جناح طرفدار آنتونیوس به‌رهبری کالنوس و جناح حامی سزار اما مخالف آنتونیوس به‌رهبری پوبلیوس سرویلیوس ایساوریکوس (شوهرخواهرِ بروتوس). 

### اقدامات بروتوس و کاسیوس در شرق
در این میان، بروتوس و کاسیوس، با نادیده گرفتن مسئولیتشان به‌عنوان پروکنسول‌های (فرمانداران) استان‌های کرت و سیرنائیک، راهی آتن شدند، جایی که دگراندیشان و فیلسوفانش استقبال گرمی از ایشان کردند و مناصب افتخاری به ایشان دادند و تندیس‌هایی در آگورا به‌افتخارشان ساختند و در کنار تندیس‌های دو ظالم‌کُشِ آتنی سده‌ی ششم ق.م. به‌نام‌های هارمودیوس و آریستوگیتون قرار دادند. بروتوس این دوران اقامت در آتن را با حضور در جلسات فلسفی می‌گذراند و، با حضور خود، احساسات جمهوری‌خواهانه‌ی جوانان را تحریک می‌کرد.
در نیمه‌ی نخست فوریه‌ی ۴۳ ق.م، بروتوس به سنا نامه نگاشت و آگاهشان کرد که بر نواحی ایلیریکوم، مقدونیه و یونان ــ یا به‌عبارتی سراسر قلمرو شمال‌شرقی روم ــ تسلط دارد و سربازانش در خدمت سنا هستند. درحقیقت، او وقتی به این قلمروهای شرقی رسید، به‌شکلی غیرقانونی نیروی نظامی و مالیات از مردم و حکام محلی آن استان‌ها ستانده و این حکام را برکنار کرده بود. او و کاسیوس در قبال شهرهایی که مایل به کمک‌نظامی نبودند ــ خاصه شهرهای رودس و لیکیه ــ مرتکب خشونت می‌شدند و همین سبب بدنامی ایشان تا سال‌ها پس از مرگشان شد. اوج این فجایع در زانتوس بود: در حالی‌که این شهر ــ که مقاومت تمامی شهرهای لیکیه در آن متمرکز شده بود ــ در محاصره‌ی قوای بروتوس و در حال سوختن بود، اهالی‌اش ترجیح دادند خودشان را دسته‌جمعی بکشند تا آزادی‌شان را از دست ندهند. در این آتش‌سوزی، شهر ویران شد و تنها ۱۵۰ تن از آن جان به‌در بردند. این حادثه بروتوس را عمیقاً تحت‌تأثیر قرار داد و او کوشید که زانتی‌های بیشتری زنده بمانند و، متأثر از این واقعه، در برابر دیگر شهرهای لیکیه سیاستی ملایم‌تر و دیپلماتیک‌تر در پیش گرفت.
هرچند در سنا صداهای مخالف با اقدامات غیرقانونی بروتوس کم نبودند، سیسرون ــ که از حرکات نظامی آنتونیوس متوحش بود و بر فضیلت بروتوس تأکید می‌کرد ــ توانست سنا را متقاعد به تصویب و تأیید جایگاه و اقدامات بروتوس در شرق کند، و بدین‌سان بروتوس پروکنسول (فرماندارِ) مقدونیه، ایلیریکوم و آخیا شد و صاحب اقتدارات فوق‌العاده‌ی جنگی شد که آزادی‌عمل بسیار و قدرتی مافوق تمامی فرمانداران و حکام محلی آنجا را برایش درپی داشت. کمی بعد، از کاسیوس نیز اخباری رسید که کنترل سوریه و مصر را در دست گرفته است. پس از نبرد مودنا در آوریل ۴۳ ق.م. که با پیروزی نیروهای جمهوری‌خواه بر مارکوس آنتونیوس به پایان رسید، جناح محافظه‌کار سنا موفق شد برای کاسیوس نیز اقتدارات عالی فرماندهی در استان‌های شرقی تصویب کند، و مأمورش کرد با پوبلیوس کورنلیوس دولابلا ــ از حامیان سزار که یکی از قاتلان سزار به‌نام گایوس تربونیوس را اعدام کرده بود ــ بجنگند. بروتوس و کاسیوس راهی سوریه شدند و دولابلا را شکست دادند، و او خودش را کشت.
هرچند اقدامات بروتوس در شرق هماهنگ با فعالیت‌های سیسرون در سنا بود، میان این دو رهبرِ محافظه‌کاران هنوز دو اختلاف مهم‌ بود: یکی اتحاد سیسرون با اکتاویانوس، که بسیار مورد نفرت بروتوس بود، و دیگری رفتار بروتوس با گایوس آنتونیوس، برادر مارکوس آنتونیوس، که به‌عنوان پروکنسول (فرماندار) مقدونیه نصب شده بود اما در حین تلاش برای رسیدن به این استان از بروتوس شکست یافت و اسیرش شد. هرچند سیسرون به بروتوس امر کرده بود که تا جنگ داخلی تمام نشده، به دشمنانِ جمهوری رحم نکند و هرچند سنا گایوس آنتونیوس را از منصب فرمانداری مقدونیه عزل کرده بود، بروتوس از اعدام گایوس آنتونیوس سر باز زد و حتی برعکس، بدون اطلاع سیسرون،  دو نامه برای سنا فرستاد که یکی ار آنِ خود و دیگری از آنِ گایوس آنتونیوس بود و در آن گایوس «پروکنسول مقدونیه» نامیده شده بود. نامه‌ی دوم سبب تشویش سناتورها شد و ترسیدند که مبادا بروتوس تسلطی بر اوضاع استان‌های شرقی نداشته باشد، زیرا شنیده بودند که گایوس آنتونیوس اسیرِ بروتوس است. با وجود آنکه گایوس آنتونیوس سربازان بروتوس را تحریک به شورش کرد و سنا نیز مارکوس آنتونیوس و پیروانش را «دشمن خلق» اعلام کرده بود، بروتوس همچنان از اعدام اسیرش خودداری می‌کرد زیرا برآن بود تا با برادرِ او، مارکوس آنتونیوس، به آشتی و توافقی دست یابد. تلاش‌های بروتوس جواب نداد، بلکه به وحدت جمهوری‌خواهان آسیب زد.
در این میان، در بهار ۴۳ ق.م، محاصره‌ی مودنا (که مارکوس آنتونیوس برضد دکیموس بروتوس به‌راه انداخته بود) با مداخله‌ی اکتاویانوس و کنسولانِ آن سال، پانسا و هیرتیوس، به پیروزی جمهوری‌خواهان و آزادی دکیموس بروتوس از محاصره و فرار مارکوس آنتونیوس انجامید. در طول نبرد، هر دو کنسول کشته شدند و اکتاویانوس نپذیرفت که قوایش را تحت‌امر دکیموس بروتوس بگذارد. پس دکیموس بروتوس نیز نتوانست فوراً آنتونیوس را تعقیب کند، بلکه برعکس، آنتونیوس او را شکار کرده کشت. در پایان ماه می، قوای آنتونیوس با آنِ مارکوس امیلیوس لپیدوس متحد شدند، کسی که شوهرخواهرِ بروتوس و باجناقِ کاسیوس بود و تا این‌موقع مطیع اوامر سنای جمهوری‌خواهان بود.
اکتاویانوس با نیروهای نبرد مودنا (قوای بازمانده‌ی دو کنسولِ متوفی) به‌سوی روم حرکت کرد. سیسرون بروتوس و کاسیوس را التماس کرده بود که در اسرع‌وقت خویشتن و سپاهشان را به ایتالیا برسانند و در برابر پیشروی طرفداران سزار مقاومت کنند، اما این خواهش‌ها ــ و همینطور دستورهای سنا مبنی‌بر آماده نگاهداشتنِ نیروهایشان برای مداخله در ایتالیا ــ بی‌پاسخ ماندند. در ۱۹ اوت ۴۳ ق.م، انتخابات کنسولی برگزار شدند که در آن اکتاویانوس ــ که با سپاهش بیرون دروازه‌های روم اردو زده بود ــ و خویشاوندش کوئینتوس پدیوس به کنسولی برگزیده شدند؛ نفر دومی کسی بود که لایحه‌ی تشکیل فوریِ یک دادگاه ویژه برای رسیدگی به متهمان قتل سزار ارائه کرد؛ در این دادگاه ویژه بروتوس و کاسیوس به‌صورت غیابی به اعدام محکوم شدند. در پاییز ۴۳ ق.م، اکتاویانوس با آنتونیوس و لپیدوس پیمان اتحادی بست که به تریوم‌ویرات دوم موسوم است. این سه نفر مناصب سیاسی و قلمرو امپراتوری را میان خود تقسیم کردند.ایشان برای آنکه پس از ترک شهر روم و عزیمت به شرق هیچ‌گونه مخالفتی در شهر روم باقی نگذاشته باشند که جمهوری‌خواهان بتوانند در آنجا خود را باز سازمان دهند و نیز برای آنکه منابع مالی کافی برای جنگ با جمهوری‌خواهان را تأمین کرده باشند، فهرستی از جمهوری‌خواهانِ ثروتمندِ محکوم به مرگ و غصب اموال را منتشر کردند. شاخص‌ترین قربانیِ این تعقیب‌های فراقانونی سیسرون بود که به‌دست اوباش آنتونیوس به‌قتل رسید. بسیاری از اشراف محافظه‌کار از شهر گریختند تا به سپاهیان جمهوری‌خواه در شرق بپیوندند. در داخل ایتالیا، براثر این غصب اراضی ثروتمندان منازعاتی اجتماعی روی دادند و کرسی‌های سنا به‌دست نوچه‌های آن سه دموکرات (آنتونیوس، لپیدوس و اکتاویانوس) افتاد.
پس چون انتقام‌جویان سزار با این غصب‌ها خود را از حیث مالی تأمین کردند، حالا توانستند رو به‌سوی شرق بنهند، جایی که قاتلان سزار، بروتوس و کاسیوس، پایگاه مستحکمی برای محافظه‌کاران دست‌وپا کرده و سپاهی نیرومند گرد آورده بودند.

### دو نبرد در فیلیپی (اکتبر ۴۲ ق.م.)
با فرارسیدن سال نو (۴۲ ق.م)، سزار را به مقام خدایی رساندند و اکتاویانوس پسر خدا (به لاتینی: Divi Filius) شد. او به‌همراه آنتونیوس مهیای جنگ برای کشیدن انتقامِ قتلِ آن پدر میهن و ازپای درآوردن جمهوری‌خواهان و محافظه‌کاران شد.
پیش از نبرد، بروتوس در خواب یک سایه (برخی می‌گویند یک شبح، جن یا دایمون) را دیده بود. به گفته‌ی پلوتارک، بروتوس، که عادت داشت کم بخوابد، در روزهای منتهی به جنگ کمتر از گذشته می‌خوابید. یک شب که تنها بود، شبحی ترسناک و بزرگ بر وی ظاهر شد که بدو گفت روحِ پلیدِ اوست و در فیلیپی همدیگر را خواهند دید. بروتوس نیز پاسخش داد که «می‌بینمت!» صبح بعد، کاسیوس، که معتقد به آموزه‌های اپیکور بود، کوشید برادرزنش را چنین تسلی دهد که آن دایمون یک موجود واقعی نبوده است و او بدین سبب آن پدیده را دیده که بسیار خسته بوده است.
پس چون در فیلیپی موضع گرفتند، کاسیوس استراتژی نبرد را معین کرد و آن همانا وقت‌کشی بود. ایشان برتری موضعی (جغرافیایی) محسوسی نسبت‌به دشمن داشتند و اردوگاهشان ــ که ازهر سو به‌واسطه‌ی موانع طبیعی محافظت می‌شد و غیرقابل حمله بود ــ بر دریاهای ایونی و اژه مسلط بود و، بدین‌سان، مانع رسیدن تدارکات و پشتیبانی به اردوگاه آنتونیوس و اکتاویانوس می‌شد. با نزدیک شدن فصل پاییز، سپاه سزاریان نزدیک بود خویشتن را در مضیقه‌ای بزرگ و محروم از تدارکات ببیند و متفرق گردد.
پس چون بروتوس و کاسیوس سپاهیان خویش را گرد آوردند و به‌هم پیوند زدند، میانشان کمی اختلاف پدید آمد که فوراً حل‌وفصل شد. هرچند بروتوس سپاهیانش را به سَبکی ریاضت‌کشانه عادت داده بود، به ایشان سلاح‌هایی مزین به طلا و نقره می‌داد و، با تمسخر خساست دشمنانش، پنجاه دراخما به هر سرباز می‌داد؛ حال آنکه آنتونیوس و اکتاویانوس به هر سرباز فقط پنج دراخما می‌دادند. با وجود این بذل و بخشش‌های بی‌حساب و برتری تاکتیکی بر دشمن، جمهوری‌خواهان نمی‌توانستند مانع ترک‌خدمت‌های فزاینده در ادوگاهشان شوند؛ ترک‌خدمت‌هایی که بروتوس را واداشت وارد نبرد شود و، بدین‌سان، از استراتژی کاسیوس تخطی کند. از آن‌سو، آنتونیوس، آگاه از وضعیت بد سپاهش، به‌هر قیمتی می‌کوشید سربازان دشمن را ــ با پرتاب نامه‌هایی تبلیغاتی به درون دیوارهای اردوگاه‌شان ــ تشویق به ترک‌خدمت یا ــ با دشنام دادن به‌خاطر ترسویی‌شان و امتناعشان از جنگ ــ وادار به جنگ کند. سربازان بروتوس، که غرورشان جریحه‌دار شده بود، بی‌آنکه منتظر دستور فرماندهانشان بمانند، بر قوای آنتونیوس تاختند. پس از یک اغتشاش آغازین، نخستین نبرد فیلیپی (ابتدای اکتبر ۴۲ ق.م) در دوجبهه‌ی همزمان روی داد: از یکسو، نیروهای بروتوس بر نیروهای اکتاویانوس غلبه یافتند و برای برگرفتن غنیمت به اردوگاهش حمله‌ور شدند، بی‌آنکه فکر محاصره کردنِ دشمنِ فراری‌شان باشند؛ از سوی دیگر، قوای آنتونیوس از آنِ کاسیوس سرتر بود. کاسیوس به تپه‌ی فیلیپی پناه برده و شاهد شکست قوایش بود. هرچند این نخستین نبرد چندان سرنوشت‌ساز نبود، کاسیوس ــ به‌سبب یک بدفهمی فاجعه‌آمیز ــ پنداشت که بروتوس نیز شکست یافته و همه چیز تمام است، خودش را کشت.
سپس وقفه‌ای سه هفته‌ای افتاد که در طی آن‌ سپاهیان آنتونیوس و اکتاویانوس کم‌کم پی به کمبود آذوقه‌شان بردند. در همین مدت، دریاسالارانِ جمهوری‌خواه در دریای ایونی ناوگان که دو لژیون به‌کمک سزاریان می‌بُرد را توقیف و ویران کردند. احتمالاً این خبر فوراً به‌ بروتوس نرسید و او، که اینک از تجارب نظامیِ برترِ کاسیوس محروم شده و از ترک‌خدمت‌های فزاینده در سپاه خودش نگران بود، تسلیم فشارهای سربازان و افسرانش شد، سربازان و افسرانی که او نمی‌توانست اقتدار کافی بر ایشان اعمال کند زیرا شخصیت ملایم و غیراقتدارگرایی داشت و سربازان کاسیوس نیز به‌عنوان سردار قبولش نداشتند. بدین‌سان، بروتوس تصمیم گرفت باز شانسش را در میدان نبرد بیازماید. لیکن دومین نبرد فیلیپی به شکست فاجعه‌بار جمهوری‌خواهان انجامید. این قاتل سزار، که با معدودی از وفادارانش به کوهی پناه برده بود، پی به ابعاد شکستش برد. با این همه، دانست که اردوگاهش مورد یورش دشمن واقع نشده و همچنان مورد محافظت ازسوی سربازانش است؛ پس عده‌ای از افسرانش را فرستاد تا از لژیون‌هایی که با او بالا آمده بودند بپرسد که آیا مایلند بر مواضع دشمن فشار بیاورند و میدان را پس بگیرند. آن سربازان پاسخ منفی داده اعلام کردند که نمی‌خواهند آخرین شانس توافق و آشتی با سزاریان را از دست بدهند. پس بروتوس روی به دوستانش نهاده گفت که اگر اوضاع بدین منوال پیش برود، دیگر هستی‌اش سودی به‌حال جمهوری ندارد.
پس چون نومید گشت، شروع به سرودن ترانه‌های تراژیک و گریستن بر دوستان مقتولش کرد و، در پایان، دست دوستانش را فشرد و گفت خوشبخت است که هیچ‌یک از آنان او را نفریفته است، و خود را سعادتمندتر از فاتحان فیلیپی می‌داند، چراکه پشت سر خود نیکنامیِ فضیلت را برجای گذاشته و دشمنانش قادر به برجای گذاشتن چنین نامی نیستند، و همگان می‌پندارند که بدانْ خوبان را کشته‌اند و در جمهوری صاحب قدرتی شده‌اند که حق قانونی‌شان نیست. او تأکید کرد که لازمست بگریزد، لیکن نه با پا، که با دست. در میان آخرین سخنانش، این سخن مشهور بود: «ای فضیلت، تو چیزی بیش از یک اسم نبودی، لیکن من تو را چنان پرستیدم که گویی حقیقت داری، اما هرگز چیزی بیش از یک اسیرِ سرنوشت نبودی.» سپس با تعدادی از دوستانش به خلوتی رفت، یکی از ایشان استراتو بود که، با سفت نگه‌داشتنِ شمشیر، او را در خودکشی یاری کرد.
پس چون جنازه‌ی بروتوس پیدا شد، آنتونیوس او را در گرانبهاترین خرقه‌ی ارغوانی‌اش پوشاند. فردی این خرقه را دزدید، اما آنتونیوس مطلع شده او را کشت. سپس وسایل بروتوس را برای مادرش، سرویلیا، به روم فرستاد. پس چون همسرش، پورکیا، از خودکشی‌اش باخبر شد، او نیز خودکشی کرد.

## بروتوس در نگاه دیگران

### در دوران امپراتوری روم
با تأسیس امپراتوری روم به‌دست آگوستوس در ۲۷ ق.م، آثار ادبی‌ای که بروتوس را نکوهش کنند وجود نداشت، و حتی خود دولتمردان امپراتوری نیز آثار بروتوس را مطالعه می‌کردند؛ چنان‌که آگوستوس در دوران پیری‌اش یکی از آثار او را که درباره‌ی ستایش کاتو بود خواند و در پاسخ به آن رساله‌ی پاسخ‌هایی به بروتوس درباب کاتو را نگاشت. آگوستوس حرمت بروتوس را نگاه داشت، و اجازه داد تا یکی از تندیس‌هایش در شهر مدیولانوم، که به پاس دوران فرمانداری بروتوس بر آن شهر ساخته شده بود، بر سر جایش باقی بماند، و دوستان قدیمی بروتوس را ــ هرچند به آن سزارکُش وفادار بودند ــ ستود و آنان را دوستان خودش قرار داد. بدین‌سان، آگوستوس توانست مخالفت جمهوری‌خواهان با امپراتور شدن خود را دور بزند، جمهوری‌خواهانی که پس از نبرد فیلیپی نیز گِرد خاطرات کاتو و بروتوس و کاسیوس و نوشته‌های سیسرون جمع آمده بودند. با حرمت نهادن به نهادهای جمهوری و نام بروتوس، آگوستوس توانست جمهوری‌خواهان برجسته را در روند اصلاحات سیاسی‌اش و در تغییر شکل جمهوری به امپراتوری مشارکت بدهد.
با بازگشت صلح و امنیت در دوران آگوستوس، موجی از نگارش زندگی‌نامه‌ها و داستانک‌هایی درباره‌ی زندگی بروتوس به راه افتاد، چنان‌که کرموتیوس کوردوس می‌گوید که هیچ اثری سزارکُشیِ شجاعانه‌ی بروتوس و کاسیوس را روایت نکرد مگر اینکه تحسینشان کرده باشد؛ تیتوس لیویوس، نویسنده‌ی کتاب از پیدایش روم، آنان را مردانی فاضل می‌داند؛ آسینیوس پولیو از آنان با احترام یاد می‌کند و مسالا کوروینوس کاسیوس را رهبر خود نامید. نیکولاس دمشقی، از فداییان آگوستوس، در کتابش، که راوی زندگی آگوستوس است، به اعتبار بروتوس اذعان دارد. لوکیوس کالپورنیوس بیبولوس، که فرزند پورکیا و فرزندخوانده‌ی بروتوس بود، داستانی کوتاه در باب عشق بروتوس و پورکیا نوشت. سخنور یونانی، امپیلوسِ رودسی، دوست صمیمی بروتوس، اثر کوچکی در باب ترور سزار به نام بروتوس نوشت. 
تیبریوس، دومین امپراتور روم، از سلف خود کمتر روادار بود، چنان‌که در ۲۲ میلادی وقتی ترتولا، بیوه‌ی کاسیوس و خواهر ناتنی بروتوس، درگذشت، نمادها و تصاویر بروتوس و کاسیوس در مراسم تشییع‌جنازه غایب بودند. در ۲۵ میلادی، کرموتیوس کوردوسِ مؤرخ به‌اتهام اینکه بروتوس را ستوده و کاسیوس را «آخرینِ رومیان» نامیده است محاکمه شد. او پیش از اجرای حکمش خودکشی کرد و سنا فرمود تا کتاب‌هایش را بسوزانند.
ولیئوس پاترکولوس، مؤرخ، با تلخکامی شرح می‌دهد که چطور رحم و شفقت سزار برضد خودش به‌کار رفت، و در مورد بروتوس و کاسیوس نیز می‌گوید که هرچقدر بروتوس آدمِ بهتری بود، کاسیوس سرباز بهتری بود، و باید از میان آن دو بروتوس را به دوستی برگزید، چه کاسیوس دشمن وحشتناک‌تری بود، و اگر جمهوری‌خواهان در جنگ داخلی پیروز می‌شدند، برای روم بهتر بود بروتوس را رهبر خود داشته باشد نه کاسیوس را. والریوس ماکسیموس از قتل سزار با عناوین «ترور فجیع» و «پدرکُشی ملی» یاد می‌کند که باید پاسخش داده می‌شد. او قویاً بروتوس را می‌نکوهد که با این پدرکُشی تمام فضیلت و اعتبار خویش را زیر سؤال برد.
در زمان امپراتوری نرون (۵۴ تا ۶۸ میلادی) یکی از دولتمردان عالیرتبه به‌نام تراسئا پتوس، که عادت داشت هرساله برای کاسیوس و بروتوس جشن تولد بگیرد، از سوی دادگاه «مقلد بروتوس» نامیده شد. سنکا پس از آنکه تبعید شد، برای دلداری دادن به مادرش جملاتی از کتاب بروتوس به‌نام درباب فضیلت نقل کرد، و در جزوه‌اش در باب منافع این سؤال کهنه را پرسید که آیا بروتوس، که سزار را لایق کشته شدن می‌دانسته، باید بخشش و عفو سزار پس از نبرد فارسال را می‌پذیرفت یا نه. به‌عقیده‌ی سنکا، هرچند بروتوس در دیگر موارد به‌سان یک مرد کامل عمل کرده، در ماجرای سزارکُشی خطا کرده و مطابق اصول فلسفه‌ی رواقی عمل نکرده است، چرا که نمی‌توان بدون داشتن یک پادشاه خوب و عادل نظام سیاسی درستی به کشور داد. همچنین، سنکا برآن بود که اوضاع سیاسی و اجتماعی جمهوری روم در آن دوران دیگر همان اوضاعِ دورانِ اجدادش نبود، و بروتوس به‌اشتباه خیال می‌کرد که می‌تواند اوضاع دوران اولیه‌ی جمهوری را احیا کند و جمهوری بیمار را نجات دهد.
لوکانوس در شعر حماسی-تاریخی ناتمامش به‌نام فارسالیا داستانی تخیلی وصف می‌کند که در آن، در طول جنگ فارسال، بروتوس به‌سان یک سرباز معمولی لباس پوشیده است و می‌کوشد سزار را بکشد. این شاعر از قهرمانش می‌خواهد در انجام این کار تهورآمیز شتاب نکند، او را «فخر امپراتوری، آخرین امید سنا و آخرین نامِ بزرگِ خاندان خاندان یونیا» می‌نامد. تیتینیوس کاپیتو، که در دوران امپراتوری دومیتیانوس و نروا و ترایانوس مناصب گوناگون دولتی داشت و رفیق پلینی جوان بود، خانه‌اش را با تندیس‌های بروتوس و کاسیوس و کاتو آراسته بود. جوونال بروتوس و کاتو را نمونه‌های مردان خوب می‌داند.
پلوتارک، مؤرخ یونانی، در کتاب حیات مردان نامی خود زندگی‌نامه‌ی بروتوس را با جانبداری‌ از این سزارکُش نگاشته و او را قهرمانی در برابر آن جبار نمایانده و فضیلت و حکمتش را ستوده است. او در کتابش زندگی‌نامه‌ی بروتوس را موازی با آنِ دیون سیراکوز نگاشته است. مارکوس آئورلیوس، امپراتور روم از ۱۶۱ تا ۱۸۰ میلادی، در فصل نخست کتابش، تأملات، از فردی ناشناس به‌نام سوروس یاد کرده که به او عشق ورزیدن به خویشاوند و حقیقت و عدالت را آموخته و به‌واسطه‌ی او با تراسئا پتوس، هلویدیوس پریسکوس، دیون، کاتو و بروتوس آشنا شده و از او ایده‌ی «سیاست مبتنی‌بر برابری قوانین، برابری حقوق همگان، برابری آزادی بیان» و «حکومتی مونارشی که اولویت را به آزادی اتباع می‌دهد» را فراگرفته است.
آپیان، مؤرخ اسکندرانی، در کتاب جنگ‌های داخلی قویاً بروتوس را به‌سبب کشتن سزار محکوم می‌کند و آن را «بی‌حرمتیی بزرگ به مردی مقدس و محترم» می‌داند که ناشی از حسد و ناشکری بود، لیکن معترف به حکمت و وقار بروتوس نیز هست. دیوکاسیوس می‌گوید که در حاسدان سزار و در کسانی که عقده‌ی محبوبیتش را داشتند نوعی جنون وجود داشت که ایشان را به چنین قتل قبیحی واداشت. البته او کمی بعد می‌گوید که نفرتی که سزار برضد خودش برانگیخته بود تماماً بی‌علت هم نبود و برخی مردم از خلاصی یافتن از آن جبار خرسند بودند. همچنین، چون حاکمیتی پهناور و ثروتمند مانند جمهوری روم دیگر نمی‌توانست با دموکراسی اداره گردد، سیستم پادشاهی اجتناب‌ناپذیر بود، و اگر بروتوس و کاسیوس در اینباره می‌اندیشیدند، آن پاسدار و صاحب جمهوری را نمی‌کشتند و محکوم به نفرین‌های بی‌امانی که نصیب خودشان و معاصرانشان شد نمی‌شدند. او نیز معترف به فضایل بروتوس است.

### در قرون وسطی و رنسانس

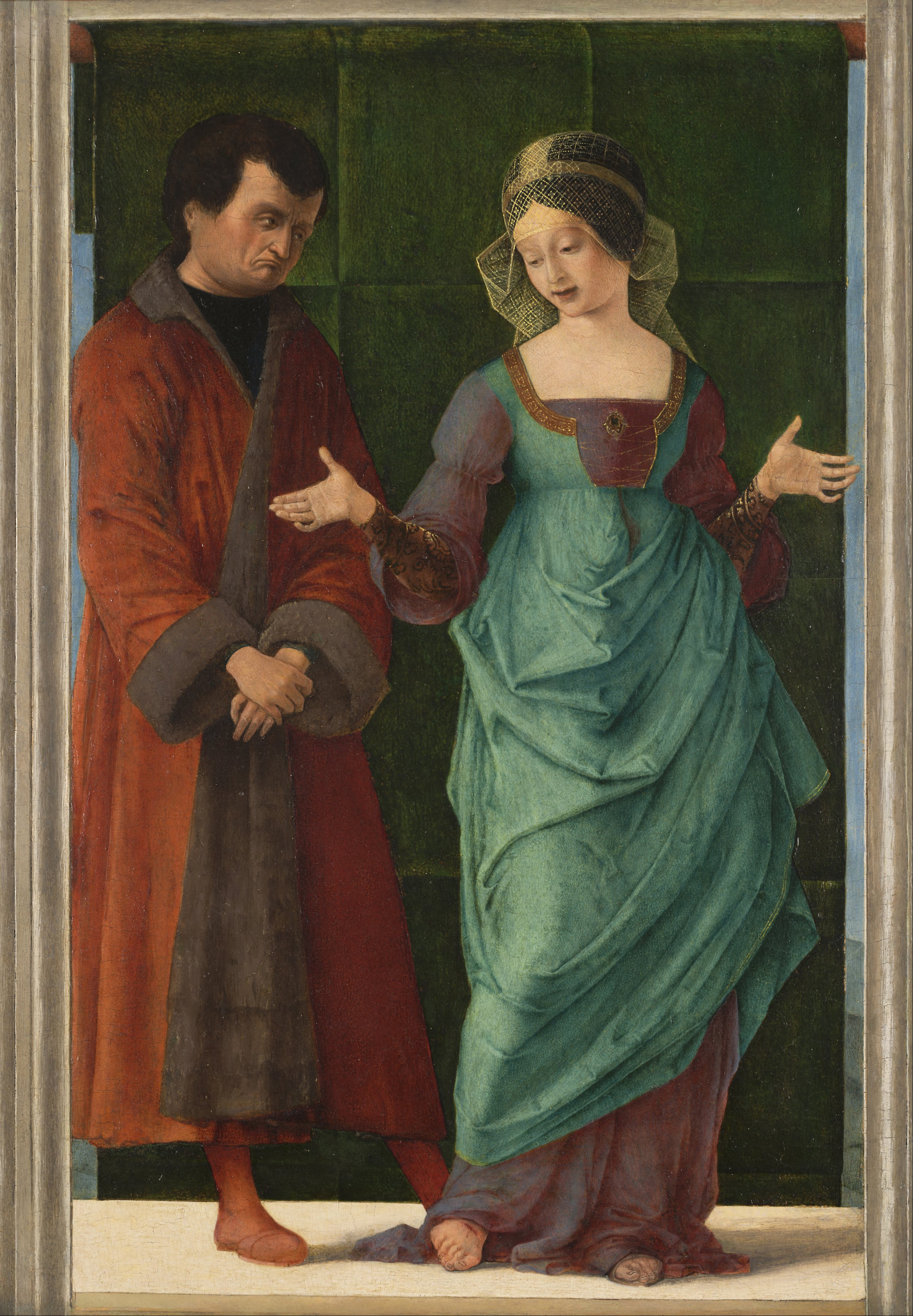
بروتوس و پورکیا، اثر اِرکوله دِ روبرتی

جان سالزبری در بحث راجع‌به حد و مرز تبعیت و شورش در برابر قدرت حاکمه ــ بحثی که در آن دوره‌زمانه فراگیر بود ــ طرفدار شورش برضد جبار و کشتن اوست و آن را کاری قانونی و مشروع می‌داند، چه یک جبار آینه‌ی تمام‌نمای خباثت است، حال‌آنکه یک شاه عادل آنِ الوهیت است. با این‌حال، راجع‌به سزار بر این عقیده بود که هیچ‌کس بیشتر از او خصوصیات یک شاه عادل را نداشت و، در حقیقت، تمامی اعمالش تأیید توده‌ها را بدست آورده بودند، لیکن چون قدرتش را با شمشیر (جنگ داخلی) کسب کرده بود، یک جبار فرض شده بود. بروتوس نیز در کشتن او انگیزه‌های آزادی‌خواهانه داشته است، آزادیی که آدمی را چیزی عزیزتر از آن نیست.
به‌عقیده‌ی توماس آکویناس، یک مسیحی نباید یک جبار را اطاعت کند ــ خاصه جباری که با خشونت یا به طرق غیرقانونی شاه شده باشد. او توجیهات سیسرون برای کشتن سزار را ــ که در کتاب در باب مناصب آمده ــ تکرار کرد. با این‌حال، در آخرین اثرش به‌نام در باب حکومت آقا، که پس از مرگش منتشر شد، افزود که سزارکُشی مغایر با تمامی آموزه‌های لاهوتی بوده است.
دانته، شاعر بزرگ ایتالیایی، قضاوت‌ها در مورد بروتوس را باژگونه کرد، چنانکه بروتوس را الگوی مثالی یک خائن گرفت. در کمدی الهی، برجسته‌ترین چهره‌ی آخرین طبقه‌ی جهنم (در سرود ۳۴) لوسیفر است که سه سر دارد و سه تن از بزرگ‌ترین خائنان تاریخ ــ یهودا اسخریوطی و بروتوس و کاسیوس ــ از آن سه سر آویزانند و تا ابد جَویده می‌شوند، زیرا که به ولی‌نعمت خویش خیانت کرده بودند. دانته در در باب پادشاهی می‌گوید که تشکیل امپراتوری به‌جای جمهوری خواست خدا بوده است و قدرت امپراتوری باید برقرار می‌شد تا عدالت را میان شهروندان اجرا کند.
در ایتالیای رنسانس، مواردی از نوزایی آرمان‌های جمهوری‌خواهانه به‌چشم خورد. برای مثال، هنگامی‌که کولا دی رینتسو خود را آخرین تریبون مردم نامید، فرانچسکو پترارکا او را «سومین بروتوس» نامید.
جفری چاوسر در قصه‌ی راهب بروتوس را خائن می‌نامد. کولوچو سالوتاتی در جزوه‌ی درباب تیرانی کوشید نشان دهد که نمی‌توان سزار را یک جبّار به‌معنای واقعی کلمه دانست، زیرا اقدامات و سیاست‌هایش به تصویب سنا رسیده بودند و توطئه‌گران و قاتلان برجسته‌اش مناصب مهمی در حکومتش داشتند. او می‌پرسد که حالا چه کسی معتقد به مشروعیت قتل سزار ــ این پدر میهن و برحق‌ترین دولتمرد ــ است. وی بر این عقیده است که بهترین شکل نظام سیاسی برای روم حکومت شخصی عادل بود و روم به یک نظام مونارشی نیاز داشت، و دانته حق داشته بروتوس و کاسیوس را در اعماق جهنم جای دهد.
لئوناردو برونی مناظره‌‌ای میان کولوچو سالوتاتی و دیگران (از جمله نیکولو نیکولی) را تشریح می‌کند که از سالوتاتی می‌پرسند که مگر دانته ــ به‌عنوان باسوادترین فرد زمان خودش ــ نمی‌دانسته که سزار چطور قدرت را غصب کرده بود و چطور آزادی را از جمهوری گرفت و چطور تمامی تاریخ‌نگاران به فضایل بروتوس معترفند. سالوتاتی نیز پاسخ می‌دهد که دانته از تمام این‌ها آگاه بود، لیکن می‌خواسته سزار را چونان دولتمردی نمونه و بروتوس را چونان مردی آشوبگر بنمایاند.
کریستوفورو لاندینو در نقدی بر کمدی الهی (۱۴۸۱) توضیح می‌دهد که دانته چطور امپراتور روم را والاترین اقتدار زمینی و پاپ را والاترین اقتدار لاهوتی در مسیحیت می‌داند، و استدلال می‌کند که او سزار را صرفاً نماد امپراتوری گرفت بی‌آنکه اشاره‌ای به غاصب و دیکتاتور بودنش بکند، و بروتوس و کاسیوس را نیز صرفاً نماد قاتلان یک شاه خوب گرفته نه خودِ قاتلان، زیرا قرار دادن بروتوس و کاسیوس در قعر جهنم توسط دانته کاریست بسیار بی‌رحمانه و مغایر با حکمت و دانش و انصاف او؛ زیرا اگر این دو سزارکش مسیحی می‌بودند، با این عمل شجاعانه‌شان مستحق دریافت جایگاهی بسیار والا در بهشت می‌بودند.
نیکولو ماکیاولی، فیلسوف سیاسی ایتالیایی رنسانس، در کتابش گفتارهایی در باب ده کتاب نخست تیتوس لیویوس، عقیده دارد که کسانی که قیصر را ستوده‌اند فریب بخت نیک او را خورده‌اند، و در دوران دیکتاتوری او نویسندگان حق نداشتند عقاید خود در بارهٔ او را آزادانه ابراز کنند؛ باید ستایش نویسندگان دربارهٔ بروتوس را هم خواند، زیرا نویسندگان چون از بیم قدرت سزار نمی‌توانستند خودِ سزار را بنکوهند، دشمنانش را ستوده‌اند. او سبب سقوط جمهوری روم را فساد اخلاقیی می‌داند که گایوس ماریوس (شوهر عمهٔ سزار) و سپس سزار و پیروانش در روم رایج ساخته بودند، و قیصر توانست تودهٔ مردم را چنان اغفال کند که آنان بر یوغی که به‌دست خود بر گردن خویش نهادند آگاه نشدند. او می‌نویسد:
«این حقیقتی مسلم است که جامعه‌ای فاسد که در زیر یوغ فرمانروایی مقتدر بسر می‌برد هرگز ممکن نیست به‌آزادی دست یابد حتی اگر فرمانروا و تمامی خاندانش نابود شود: در آنجا همیشه یک فرمانروا جانشین فرمانروای دیگر خواهد شد [...] روشن‌ترین مثال آن جامعهٔ روم است که پس از تبعید خاندان تاکوئینیان (در ۵۰۹ قبل از میلاد) توانست فوراً آزادی را بدست آورد و نگاه دارد؛ اما پس از قتل سزار (در ۴۴ قبل از میلاد) و کالیگولا و نرون و حتی نابودی کل خاندان سزار، نه‌تنها نتوانست آزادی را نگاه دارد بلکه قادر نشد کوچک‌ترین کوششی هم برای رسیدن بدین هدف بعمل آورد. این دو حالت مختلف در جامعه‌ای واحد علتی دیگر نداشت جز اینکه رومیان در زمان شاهان تارکوئینیان (قرن ششم ق. م) هنوز فاسد نشده بودند ولی بعدها در دورهٔ سزار (قرن یکم ق. م) فساد سراپایشان را فراگرفته بود؛ به‌طوری‌که قدرت و اعتبار بروتوس با تمامی سپاه شرقیش نتوانست مردم روم را به نگاه‌داری آزادیی که بروتوس همانند جد اعلایش دوباره به آنان بخشیده بود برانگیزد.»— نیکولو ماکیاولی، گفتارهایی در باب ده کتاب نخست تیتوس لیویوس، ترجمهٔ محمد حسن لطفی، انتشارات خوارزمی، کتاب اول، فصل ۱۷
توماس الیوت می‌گوید که بی‌وفایی و خیانت به‌ندرت بی‌پاسخ می‌مانند، حتی اگر در پشت نقاب «ضرورت» پنهان شده باشند. برای نمونه، بروتوس و کاسیوس مردانی اشرافی و بافضیلت بودند که اشتیاقی آتشین به آزادی و مصلحت جمهوری داشتند و برای همین سزاری را کشتند که اعتماد بسیار بدیشان داشت؛ این دو برآن بودند که آزادی باستانی را به جمهوری بازگردانند، اما موفق نشدند.
جان کاریون در سالنامه کشتن قیصر را به‌شدت محکوم می‌کند و می‌نویسد که خداوند نتوانست تاب آورد که چنین جنایتی مدت زیادی بی‌پاسخ بماند، و در حقیقت تمامی کسانی که برضد قیصر توطئه کرده بودند ــ چنان‌که پلوتارک گزارش کرده است ــ ظرف مدت کوتاهی کشته شدند.

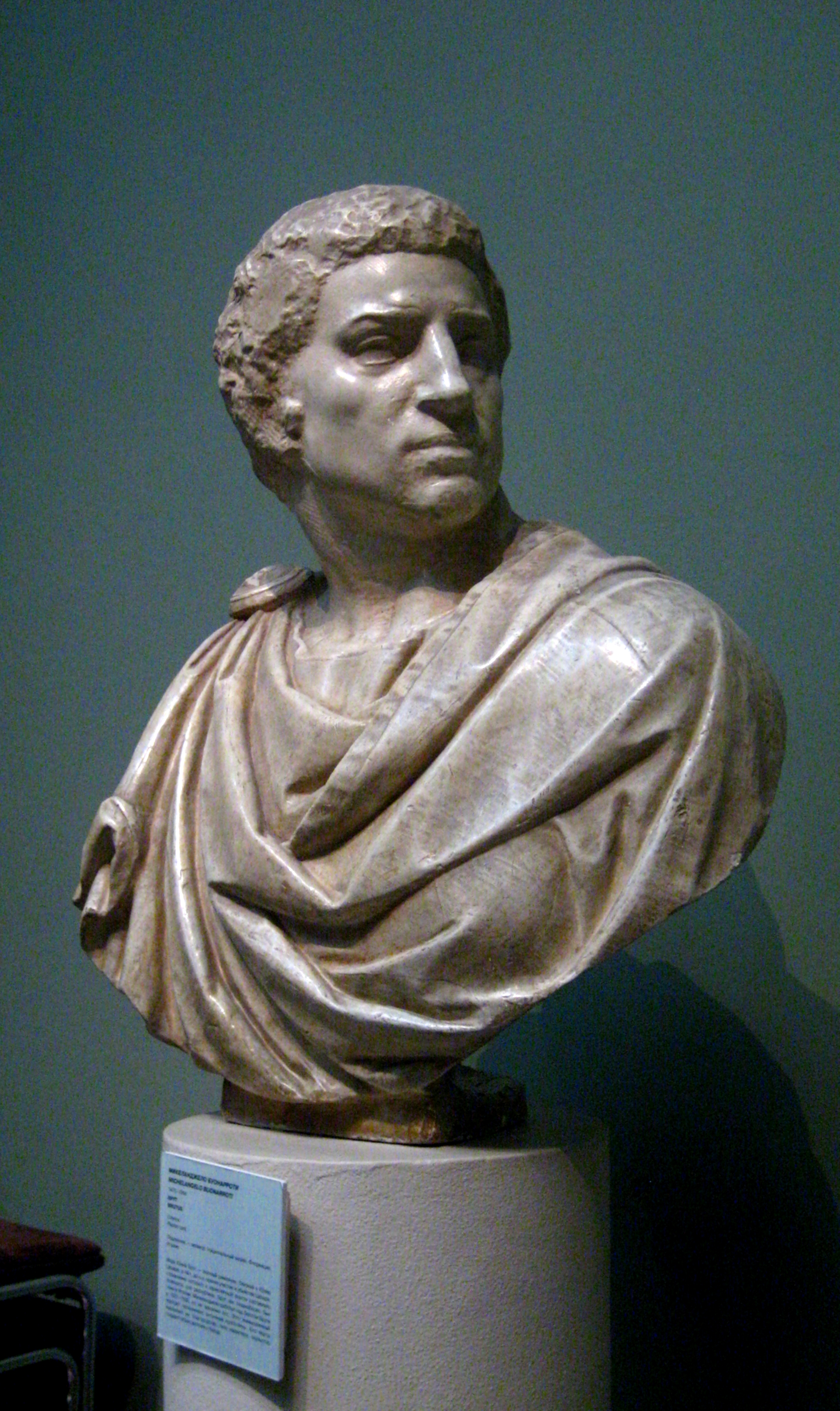
سردیس بروتوس اثر میکل‌آنجلو (میکل‌آنژ) که در آن لورنتسینو د مدیچی به‌سان بروتوس نمایانده می‌شود.

در جمهوری فلورانس، شهری با سنت‌های کهن جمهوری‌خواهانه، روحیات آزادی‌خواهانه براثر بازبینی و نقد آثار کلاسیکِ باستان قوی‌تر از دیگر شهرهای ایتالیا بود؛ برای نمونه در ۱۵۳۷ لورنتسینو د مدیچی پس از کشتن دوک آلساندرو د مدیچی خود را بروتوس جدید، آزادی‌بخش و ظالم‌کش خواند. موافقانش نیز او را بروتوسِ توسکانی نامیدند و اشعاری لاتین در مدحش سرودند. وی همچنین سکه‌ای ضرب کرد که الهام‌گرفته از سکه‌ای بود که بروتوس در شرق ضرب کرده بود.
اقدام بروتوس در کشتن قیصر منبع یکی از آثار ناتمام میکل‌آنجلو (میکل‌آنژ) به‌نام بروتوس بود که اکنون در بارجلوی فلورانس قرار دارد و سفارش آن را دوناتو جانوتی ــ از مقامات ارشد جمهوری فلورانس که یک دوستدار بروتوس و جمهوری‌خواه پرشور و در نتیجه مخالف جبّاریت خاندان مدیچی بود ــ به این هنرمند داده بود. وقتی این سردیس را در مجموعه‌ی هنری خاندان مدیچی جای دادند، در معرفی این اثر به لاتین نوشته بودند: «چون مجسمه‌سازی که این اثر مرمرین را تراشیده از جنایت بروتوس آگاه شد، کارش را نیمه‌کاره رها کرد.» از اقدام میکل‌آنجلو در عدم تکمیل این اثر به‌عنوان اقدامی اخلاقیِ تحسین‌آمیز یاد کردند.
دوناتو جانوتی اثری به‌نام در باب روزهایی که دانته در جستجوی جهنم و برزخ به‌سر برد داشت. او در این اثر با میکل‌آنجلو (میکل‌آنژ) راجع‌به محکومیت بروتوس از سوی دانته بحث می‌کند. نویسنده می‌گوید که کاسیوس و بروتوس باید جایگاه والایی در بهشت داشته باشند، و دانته احتمالاً یا نمی‌دانسته که قیصر یک جبّار بوده یا از ستایش‌های نویسندگان باستان از بروتوس بی‌خبر بود. میکل‌آنجلو نیز در پاسخ بدو و در تلاش برای دفاع از دانته متوسل‌به تفسیر کریستوفورو لاندینو شد که برطبق آن شخصیت‌های سزار و بروتوس و کاسیوس در کمدی الهی شخصیت‌های واقعی این افراد نیستند. با این‌حال، شخصیت میکل‌آنجلو در این نوشته با تأمل در اینکه ظالم‌کشیِ بروتوس و کاسیوس فقط منجر به بدتر شدن اوضاع جمهوری شد از خود می‌پرسد که آیا بهتر نبود سزار ــ حتی با وجود شاه شدنش ــ زنده می‌ماند، چه در اینصورت می‌توانست آزادی را به میهن بازگرداند، و اصلاً کشتن یک رئیس دولت ــ خواه عادل یا ناعادل ــ کاریست متکبرانه، و ترور به‌هیچ‌وجه نمی‌تواند راه درستی برای کسب خیر باشد.جانوتی همچنین نویسنده‌ی یک تراژدی درباره‌ی بروتوس در فیلیپی بود که به‌دست ما نرسیده و شاید هیچگاه تکمیل نشد. او در نامه‌ای به شخصی در ۱۵۳۳ به این تراژدی اشاره می‌کند.
ژاک گره‌ون در ۱۵۶۰ تراژدی ژول سزار (به فرانسوی: Jules César) را نگاشت. در ۱۵۹۲، روبر گارنیه یک درام تاریخی به‌نام Porcie نوشت که در آن اینبار قهرمان پورکیا، همسر بروتوس، است. این درام با خودکشی تراژیک پورکیا، پس از اطلاع از مرگ شوهرش، به اوج می‌رسد. بروتوس در این درام دیده نمی‌شود.
در ۱۵۹۴، اورلاندو پشتی تراژدی ایتالیایی Il Cesare (قیصر) را نگاشت و آن را به آلفونسوی دومِ اِسته تقدیم کرد؛ بروتوس در این تراژدی نقشی مهم‌تر از آنِ تراژدی‌های قبلی دارد. این تراژدی با دو گروه کُر به‌پایان می‌رسد: از یک‌سو آنانی که بروتوس و آزادی را می‌ستایند و از آنسو سربازانی که بر مرگ سزار می‌گریند و تهدید به جنگ داخلی می‌کنند. هرچند این اثر از حیث ادبی متوسط است، منبع احتمالی نمایشنامه‌ی شکسپیر می‌باشد.

### در سده‌های شانزدهم تا هجدهم
مهم‌ترین اثر تئاتری در باب نیمه‌ی مارس (قتل سزار) همانا نمایشنامه‌ی ژولیوس سزار اثر ویلیام شکسپیر، منتشره به‌سال ۱۵۹۹ میلادی، است. منبع مورد استفاده‌ی شکسپیر در نگارش این نمایشنامه کتاب پلوتارک به‌نام حیات مردان نامی (بخش‌های مربوط به زندگانی سزار و بروتوس و آنتونیوس) بود. در این اثر، شخصیت بروتوس، که غالباً برمبنای مدل پلوتارکیِ بروتوس پرداخته شده، چنان جایگاه ممتازی دارد که حتی نقش قیصر نیز نسبت‌به او درجه‌ی دوم محسوب می‌شود. در این اثر، بروتوسِ رواقی به ابهت قیصر رشک نمی‌ورزد، بلکه از قدرت بی‌حدوحصر بیمناک است، حتی اگر این قدرت را شخصی مسئول چون سزار در دست گیرد. در این اثر، سزار در آخرین کلماتش به بروتوس می‌گوید «تو هم، بروتوس؟» روایات این اثر از نیمه مارس تا نبرد فیلیپی بسط می‌یابد و بروتوس خیلی بیش از سزار ــ غایبِ اکثرِ صحنه‌های کتاب ــ قهرمان داستان است. صحنه‌‌ای که در آن آنتونیوس و بروتوس در فروم رم در برابر توده‌ها به‌نوبت نطق می‌کنند یکی از موفق‌ترین صحنه‌های نمایشنامه است و شکسپیر نطقشان را خودش و با دقت در تفاوت شخصیتی آن دو سخنور ــ بر طبق نوشته‌های پلوتارک ــ نگاشته است (در منابع باستانی اشاره‌ای بدین نطق نشده است.) در پایان این نمایشنامه، پس از مرگ بروتوس، آنتونیوس او را چنین ستود: «او از تمامی روميان شريف‌تر بود. تمام توطئه‌گران، به‌جز او، از سر حسد به قيصر بزرگ عمل کردند؛ تنها او بود که خير و صلاح مردم را درنظر داشت. زندگی او با نرمی و محبت همراه بود. عناصر گوناگون چنان در وی آميخته شده بود که طبيعت روزی از جا برخواهد خاست و خواهد گفت: ’او یک مرد بود.‘»
در ۱۶۰۹ میلادی، ویلیام الکساندر اسکاتلندی تراژدی ژولیوس سزار را منتشر کرد و احتمالاً از کار شکسپیر بی‌اطلاع بوده است. این اثر بیشتر تعلیمی است تا تئاتری، و حاوی پیامی سیاسی نیست.
جان میلتون در دفاع از مردم انگلیسی نوشته که سزار به‌سبب مستبد بودنش کشته شد و قاتلانش از بافضیلت‌ترین انسان‌های زمان خویش و مورد ستایش سیسرون بودند، هرچند آرزو می‌کند که کاش سزار زنده می‌ماند. او به اشتباه بروتوس و کاسیوس اشاره می‌کند که فکر می‌کردند میهن را آزاد می‌کنند، اما متوجه نبودند که میهنشان هنوز برای آزادی بالغ نیست.
در ۱۶۵۳، مرگ سزار اثر ژرژ دو سکودری منتشر و به کاردینال ریشلیو تقدیم شد. نکته‌ی این درام در اینست که قیصر را ستوده و قاتلانش، خاصه بروتوس، را نکوهیده است. نویسنده برای اجتناب از انتقاداتی که دوستداران بروتوس ممکن بود نثارش کنند، تأکید می‌کند که اگر بروتوس واقعاً خود را وقف آزادی میهن می‌کرد، باید پس از نبرد فارسال (۴۸ ق.م.) می‌مرد، نه اینکه تملق سزار را بگوید و سپس قاتلش شود. شخصیت بروتوس در این اثر کاملاً عاری از جذابیت و یک متملق غیرقابل اعتماد سزار است.
در ۱۷۳۱، ولتر نمایشنامه‌ی سه پرده‌ای مرگ سزار را نگاشت که نخست در ۱۷۳۵ چاپ شد. ولتر پس از خواندن تراژدی ژولیوس سزارِ شکسپیر به فکر نگارش چنین اثری افتاد، شکسپیری که او را نابغه‌ای در دوره‌ی بربریت می‌دانست. او پس از ترجمه‌ی نطق ستایشگرانه‌ی مارکوس آنتونیوس در برابر جنازه‌ی سزار بر آن شد تا به‌دست خود نمایشنامه‌ی تازه‌ای برپایه‌ی آنِ شکسپیر بنویسد و ترجمه‌ی نطق آنتونیوس، تنها عنصرِ شکسپیریِ اثر، را بدان علاوه کند. این نمایشنامه حول محور رابطه‌ی بروتوس و سزار می‌چرخد و یکی از تفاوت‌هایش با آنِ شکسپیر اینست که سزار به بروتوس ثابت می‌کند که پدر اوست، و امیدوارست با این کار او را به تغییر دیدگاه‌های سیاسی سرسخت محافظه‌کارانه و جمهوری‌خواهانه‌اش برانگیزد. تا آنموقع، بروتوس با توطئه‌گران بر سر کشتن سزار به توافق رسیده بود و، پس از اطلاع از آن راز، از سزار خواست که اگر واقعاً پدرش است، قدرت مطلقه‌اش را رها کند که البته سزار نپذیرفت. بروتوس، که میان احساسات فرزندگونه‌اش به سزار و احساس مسئولیتش نسبت‌به جمهوری در نوسان بود، بقیه‌ی توطئه‌گران را از این احساس دوگانه و تردید پرفشارش خبر کرد، لیکن ایشان را اطمینان داد که در اجرای نقشه‌ی توطئه مصمم است. در یکی از صحنه‌ها، پدر و پسر از یکدیگر می‌خواهند که از مواضعشان کوتاه بیایند؛ این صحنه در حالی به‌پایان می‌رسد که بروتوس گریان دور می‌شود و دیگر در صحنه‌ دیده نمی‌شود. در نهایت، کاسیوس است که خبر مرگ سزار را به توده‌ها اعلام می‌کند.